# Robert Liebmann
Robert Liebmann, född 5 juni 1890 i Berlin, död före 1945, var en tysk manusförfattare och skådespelare.

## Filmmanus i urval
- 1925 - Herr Collins affärer i London
- 1928 - Ett revolutionsbröllop
- 1930 - Den blå ängeln
- 1959 - Den blå ängeln

## Fotnoter
1. ↑  Discogs, Discogs artist-ID: 720365, läst: 9 oktober 2017.[källa från Wikidata]
2. ↑  filmportal.de, Filmportal-ID: ac8b07e6a8294fffbdf93fb604a734a4, läst: 9 oktober 2017.[källa från Wikidata]
3. ↑  Gemeinsame Normdatei, läst: 11 december 2014.[källa från Wikidata]
4. ↑  Gemeinsame Normdatei, Deutsche Nationalbibliotheks katalog-id-nummer: 13893620X7749153-1, läst: 12 augusti 2015.[källa från Wikidata]